# مارك وردن
مارك وردن هو مقدم تلفزيوني وممثل كندي، ولد في 5 يونيو 1976 في تورونتو في كندا.

## أعمال

### أفلام
- (1999) قراصنة وادي السيليكون

### مسلسلات
- فرقة العدالة
- مراهقو التايتنز

## وصلات خارجية
- مارك وردن على موقع IMDb (الإنجليزية)
- مارك وردن على موقع ألو سيني (الفرنسية)
- مارك وردن على موقع أول موفي (الإنجليزية)
- مارك وردن على موقع قاعدة بيانات الفيلم (الإنجليزية)
- مارك وردن على موقع كينوبويسك (الروسية)
- مارك وردن على موقع ANN person (الإنجليزية)